# مقتل روبرت زيكانسكي
روبرت زيكانسكي (15 أبريل 1967 - 14 أكتوبر 2007) هو مهاجر من اصل بولندي إلى كندا , مات بعد أن صعق عدة مرات من قبل الشرطة الملكية الكندية في مطار فانكوفر الدولي وقد نشرت التفاصيل الكاملة من القضية على الإعلام لأنها صورت من قبل فرد من العامة. و قد أقيمت العديد من التحقيقات بشأن الموضوع.

## وصلات خارجية
فيديو عن الحادثة على يوتيوب
جريدة النهار الكويتيّة